# Desa Kalirejo (administrativ by i Indonesien, Jawa Timur, lat -7,14, long 111,93)
Desa Kalirejo är en administrativ by i Indonesien.   Den ligger i provinsen Jawa Timur, i den västra delen av landet, 600 km öster om huvudstaden Jakarta.